# Thermoanaerobacterium aotearoense
Thermoanaerobacterium aotearoense è una specie di batterio appartenente alla famiglia delle Thermoanaerobacteriaceae.